# 맥머핀
맥머핀(McMuffin)은 맥도날드의 아침 시간(한국 기준 오전 4:00 ~ 오전 10:30)인 맥모닝 시간대에 판매하는 샌드위치 종류의 상품명이다. 잉글리시 머핀 사이에 치즈를 비롯한 재료를 올려놓는 형태로 되어있다. 미국에서는 1960년대 후반에 처음 생겨나고, 1972년에 전국적으로 도입하였다.
대한민국에서는 2000년대 초중반에 도입되었다. 높은 인기도로 인해 아침 메뉴 시간 연장을 고려하기까지 있는 미국과 달리 한국에서는 머핀 특유의 식감 등으로 한국인의 입맛에 전혀 맞지 않고, 더불어 한국의 아침 식사 기준으로 적은 양으로 인해 인기도가 조금 낮다.

## 역사
맥머핀의 기원은 전후 미국으로 거슬러 올라간다. 제2차 세계 대전 시기 캔자스주 위치타에 있던 햄버거 체인인 '화이트 캐슬' (White Castle)이 처음으로 계란 프라이 샌드위치를 선보인 것이 시초였다. 종전과 함께 육류 배급이 끝나면서 이 메뉴는 사라졌다. 이후 미국에서 차내에서 주문을 하고 바로 먹을 수 있는 드라이브 스루 문화가 생겨나게 되었는데, 여기서 샌드위치 형식의 메뉴가 한 손으로만 들고 먹을 수 있다는 장점 때문에 가장 적합한 것이었다. 1971년 잭 인 더 박스가 처음으로 '잭 앤 에그 베네딕트 샌드위치'를 출시하면서, 드라이브 스루 아침식사 샌드위치의 열풍이 시작되었다.
같은 해 말 맥도날드의 지점장이었던 허브 피터슨은 이 잭 앤 에그 베네딕트 샌드위치를 변형하여 에그 맥머핀을 최초로 개발했다. 맥도날드 창립자 레이 크록이 시식회에 참여했는데, 앉은 자리에서 두 개나 바로 먹어치웠다는 일화가 있다. 이듬해인 1972년부터 에그 맥머핀은 미국 뉴저지주 벨빌 지점을 시작으로 메뉴판에 선보이기 시작했으며, 1975년부터는 맥도날드가 드라이브 스루 시스템을 완비하면서 에그 맥머핀도 전국적으로 알려지게 되었다.
한국 맥도날드에서 직장인 아침식사 메뉴를 최초로 선보인 것은 지난 2000년으로, 2000년 4월부터 서울 노량진점 등 전국 20개 매장에서 시험 판매를 진행했다. 당시 에그/소시지 맥머핀과 해시 브라운으로만 메뉴가 구성되어 있었다. 하지만 당초 예상했던 5월 시중판매에는 들어가지 못했고 메뉴에서 사라졌다가, 몇년 후인 2006년 11월에서야 본격적으로 '맥모닝' 판매를 개시했다. 베이컨 에그 맥머핀과 소시지 맥머핀, 소시지 에그 맥머핀 등이 메뉴에 올라갔으며, 관훈점을 시작으로 2007년까지 전국 매장의 판매를 개시했다.

## 특징
맥머핀은 크게 위,아래의 잉글리시 머핀 사이에 슬라이스 치즈와 여러 가지 패티로 구성된다. 패티의 종류와 베이컨, 달걀 프라이 등의 추가 구성에 따라 다양한 종류가 있다. 베이컨은 주로 케네디안 베이컨을 사용하며, 달걀 프라이는 철판 위에 금속 링을 놓고 그 위에 달걀을 깨넣어서 일정한 모양으로 부쳐낸다.
기본 메뉴 외에 콤보 메뉴와 세트 메뉴가 있으며, 콤보 메뉴는 음료가, 세트 메뉴는 콤보 메뉴에 해시브라운 포테이토가 더 추가된다. 음료는 커피가 기본으로 되어 있으나(콤보는 스몰(small), 세트는 미디움(medium) 크기로 나온다.), 경우에 따라 콜라나 우유 등으로 바꿀 수 있다.

### 종류

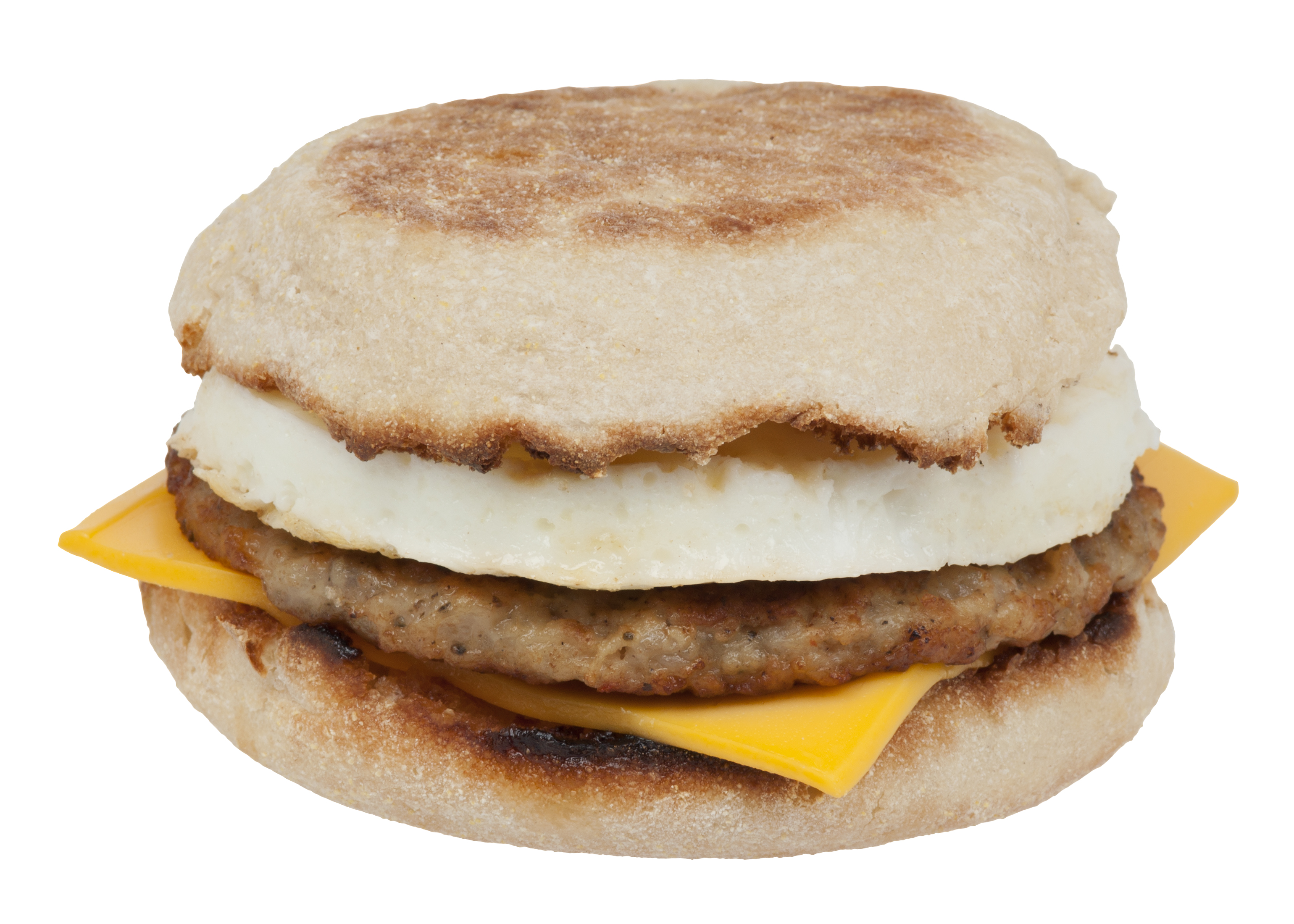
소시지 에그 맥머핀

대한민국에도 판매되는 종류는 굵은 글씨 처리를 하였다.
- 소시지 맥머핀(Sausage McMuffin) : 1984년 미국에서 도입되었으며, 소시지와 슬라이스 치즈로 이루어진 맥머핀이다. 여기서 말하는 소시지는 미국에서 컨트리 소시지라 불리는 일종의 돼지고기 패티이다.
- 맥머핀 소시지 TS(McMuffin Sausage TS) : 독일에서 판매되는 종류로 소시지 패티에 양상추, 토마토, 전용 소스와 잉글리시 머핀, 치즈 조각이 조합된 형태이다.[10]
- 소시지 에그 맥머핀(Sausage McMuffin with Egg) : 소시지 맥머핀에 달걀 프라이가 추가된 형태이다. 보통 소시지 패티 위에 달걀 프라이를 얹어낸다.
- 치킨 맥머핀(Chicken McMuffin) : 헝가리와 독일 등에서 판매되며, 치킨 패티와 양상추, 토마토, 마요네즈와 잉글리시 머핀, 치즈 조각이 조합된 형태이다.[10][11]
- 치킨 치즈 머핀(Chicken'n Cheese Muffin) : 치킨 패티와 치즈로 구성된 형태이며, 마요네즈가 첨가되어 있다.
- 베이컨 에그 맥머핀(Bacon and Egg McMuffin) : 베이컨과 달걀 프라이, 치즈로 구성된 형태이다.
- 매시브 맥머핀(Massive McMuffin) : 뉴질랜드에서 판매되는 종류로 캐첩,베이컨,달걀 프라이, 치즈, 두개의 소시지 패티를 얹은 형태이다.[12]
- 메가 머핀(Mega Muffin) : 달걀 프라이, 소시지, 베이컨, 치즈, 케찹으로 구성되어 있다. 일본에서만 판매된다.
- 웨스턴 오믈렛 맥머핀(Western Omelette McMuffin) : 1990~1992년 사이에 판매되었던 형태로, 웨스턴 오믈렛 형태의 패티(달걀 안에 햄, 양파, 녹색 피망이 들어 있다.)을 잉글리시 머핀과 치즈와 도합한 형태이다.[13] 1984년에서 2007년까지 캐나다에서 비슷한 종류인 오믈렛 맥머핀(Omelette McMuffin)이 판매된 적이 있다.
- 비그 맥머핀(Veg McMuffin) : 인도에서 채식주의자들을 위해 판매되는 종류로 달걀 등이 빠진 형태이다.
- 에그 맥머핀(Egg McMuffin) : 달걀 프라이와 치즈, 슬라이스 햄으로 구성된 가장 기본적인 맥머핀이다. 300 kcal에 12g의 지방이 함유되어 있다.[14]
- 맥머핀 치킨 & 베이컨(McMuffin Chicken & Bacon) : 독일에서 판매되는 종류로, 치킨 패티, 달걀 프라이, 베이컨, 케첩, 전용 소스와 잉글리시 머핀, 치킨 조각으로 구성되어 있다.[10]
- 에그 화이트 딜라이트(Egg White Delight) :
- 베이컨 토마토 머핀(BLT Muffin) : 베이컨과 토마토, 양상추, 슬라이스햄, 치즈로 구성된 형태이다. 본래 이 메뉴는 2012년 런던 올림픽 한정 기간에 판매된 메뉴였으며, 당시 명칭은 아메리카 베이컨 토마토 맥머핀이었다. 이 메뉴는 야채가 들어간 점 때문에 식감이 좋다는 반응으로 인기가 높아 올림픽 한정 메뉴 중 유일하게 정식 메뉴로 들어갔다. 한국에서 가장 인기가 높은 맥머핀이다.

## 같이 보기
- 맥도날드